# Nivolumab
Nivolumab, pod zaščitenim imenom Opdivo, je zdravilo za zdravljenje več vrst raka (melanom, pljučni rak, rak ledvičnih celic, hodgkinov limfom, rak glave in vratu, rak urotelija, rak požiralnika). Uporablja se intravensko.
Pogosti neželeni učinki nivolumaba so med drugim utrujenost, izpuščaj, motnje v delovanju jeter, bolečine v mišicah in kašelj. Med hude neželene učinke spadajo imunsko pogojeni učinki na pljuča, črevesje, jetra, ledvice, kožo in endokrini sistem. Uporaba med nosečnostjo lahko škodi plodu in uporaba med dojenjem se odsvetuje. Nivolumab je človeško monoklonsko protitelo iz skupine zaviralcev imunskih nadzornih točk, ki se veže na receptor programirane celične smrti 1 (PD-1). Kot zaviralec PD-1 zavre signal, ki sicer blokira aktivnost limfocitov T, da napadejo rakave celice.
Nivolumab so odobrili v ZDA leta 2014, v Evropski uniji pa leta 2015. Uvrščen je na seznam osnovnih zdravil Svetovne zdravstvene organizacije, torej med najpomembnejša učinkovita in varna zdravila, potrebna za normalno zagotavljanje zdravstvene oskrbe.

## Klinična uporaba
Nivolumab se uporablja za zdravljenje več vrst raka:
- melanom – kot samostojno zdravljenje ali v kombinaciji z ipilimumabom;
- nedrobnocelični pljučni rak[9] – kot samostojno zdravljenje ali v kombinaciji z ipilimumabom in kemoterapijo;
- rak ledvic – kot samostojno zdravljenje ali v kombinaciji z ipilimumabom;
- klasičen hodgkinov limfom (rak limfocitov) – kot samostojno zdravljenje;
- ploščatocelični rak glave in vratu – kot samostojno zdravljenje;[7]
- urotelijski rak (rak sečnega mehurja in sečil) – kot samostojno zdravljenje ali v kombinaciji z ipilimumabom;
- ploščatocelični rak požiralnika – kot samostojno zdravljenje;

## Neželeni učinki
Pogosti neželeni učinki nivolumaba so med drugim utrujenost, izpuščaj, motnje v delovanju jeter, bolečine v mišicah in kašelj. Med hude neželene učinke spadajo imunsko pogojeni učinki na pljuča, črevesje, jetra, ledvice, kožo in endokrini sistem. Hudi imunsko pogojeni neželeni učinki zahtevajo trajno ukinitev zdravljenja, pri blažjih oblikah pa je lahko potrebna začasna prekinitev, dokler neželeni učinek ne izzveni.

## Mehanizem delovanja
Nivolumab je monoklonsko protitelo, ki se veže na veže na imunsko nadzorno točko, in sicer receptor programirane celične smrti 1 (PD-1), ki se nahaja na površini llimfocitov T (vrsta celic imunskega sistema). Rakave celice lahko proizvajajo beljakovine (PD-L1 in PD-L2), ki se vežejo na PD-1 in blokirajo aktivnost limfocitov T, tako da te ne napadajo rakavih celic. Nivolumab prepreči vezavo PD-L1 in PD-L2 na receptor PD-1, tako da se sam veže na receptor. Kot zaviralec PD-1 zavre signal, ki sicer blokira aktivnost limfocitov T, da napadejo rakave celice, in stem poveča verjetnost, da imunski sistem uniči rakave celice.